# Ceryx ampla
Ceryx ampla är en fjärilsart som beskrevs av Walker 1864. Ceryx ampla ingår i släktet Ceryx och familjen björnspinnare. Inga underarter finns listade i Catalogue of Life.